# Lovelight (Motorpsycho)
Lovelight è un Ep della band norvegese Motorpsycho pubblicato nel 1997.

## Tracce
1. Sideway Spiral II – 3:22
2. Like Always – 3:39
3. Stalemate – 4:55
4. Starmelt, Lovelight – 3:30
5. Timothy's Monster – 4:14
6. Atlantic Swing – 1:34

## Formazione
- Bent Saether / voce, basso, chitarra, piano, percussioni, mellotron, taurus, piano rhodes
- Hans Magnus Ryan / chitarre, voce, basso, taurus, piano, organo, vibrafono, percussioni
- Haakon Gebhardt / batteria, banjo, piano, voce, percussioni

e con:
- Ole Henrik Moe / sega alto e soprano, piano, violino
- Helge Sten / oscillatori, echoplex, reverators, ring modulators
- Morten Fagervik / chitarra nella traccia 6